# Kebun Baru (Wih Pesam)
Kebun Baru is een bestuurslaag in het regentschap Bener Meriah van de provincie Atjeh, Indonesië. Kebun Baru telt 1031 inwoners (volkstelling 2010).